# Hyōdō Tadashi

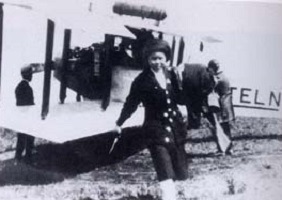
Tadashi Hyōdō

Hyōdō Tadashi (japanisch 兵頭 精; geboren 6. April 1899 in Yoshifuji (heute: Kihoku), Präfektur Ehime; gestorben 23. April 1980)  war eine japanische Pilotin und Luftfahrtpionierin. Sie war die erste Japanerin, die eine Pilotenlizenz erhielt.

## Leben und Schaffen
Tadashi wurde 1899 als vierte Tochter eines Landwirtes geboren. Tadashi, die schon in ihrer Kindheit durch ihre Begabung auffiel, besuchte nach der Grundschule die Saibi-Oberschule für Mädchen in Matsuyama. Als ihr Vater Rintarō, dessen Traum es gewesen war Pilot zu werden und der in seiner Freizeit Flugzeuge zeichnete und noch während ihrer Schulzeit starb, fasste sie den Entschluss Fliegerin zu werden. Nach ihrem Schulabschluss sollte sie eine Ausbildung bei einem Arzt oder Lehrer in der Gegend beginnen und so ging Tadashi im Januar 1919 in Ōsaka bei einem Apotheker in die Lehre. Doch bereits im November des gleichen Jahres zog sie nach Tokio.
Durch die Hilfe ihrer älteren Schwester Kazoe begann Tadashi in Tsudanuma mit dem Flugunterricht bei Otojirō Itō (1891–1971). Dass sie als Frau eine Flugschule besuchte, war zu jener Zeit noch so ungewöhnlich, dass ihr die Aufmerksamkeit der Zeitungen zuteilwurde. Da die Ausbildung sehr teuer war, dauerte es dreieinhalb Jahre bis Tadashi die Ausbildung, die gewöhnlich sechs Monate dauerte, abschloss. Sie war die 15. Absolventin der Flugschule insgesamt und die erste Frau. Während ihrer Ausbildung war sie als Frau unter ihren männlichen Kollegen häufig Gegenstand von Zeitungsartikeln. Tadashi überlebte mehrere Unfälle während ihrer Ausbildung. 1920 konnte sie unverletzt ein Flugzeug aus 3000 m Höhe durch Gleiten landen, ein anderes Mal musste sie eine erfolgreiche Notlandung zu Wasser durchführen. Im März 1922 erhielt sie ihre Fluglizenz dritter Klasse (mit der Nummer 38).
Nur drei Monate nachdem sie ihre Lizenz erhalten hatte, im Juni 1922 nahm sie an einem Flugwettbewerb der „Kaiserlichen Gesellschaft für Luftfahrt“ (帝国飛行協会, Teikoku Kōkū Kyōkai) mit 15 Teilnehmern teil und belegte Platz 10. Als erste Pilotin Japans wurde sie von der Zeitung diskreditiert und fälschlich beschuldigt, mit dem verheirateten Anwalt Kazuo Tomita aus ihrer Heimatstadt ein Verhältnis zu haben. Dieser Skandal und die Auswirkungen des Großen Kantō-Erdbebens 1923 führten dazu, dass Tadashi ausgeschlossen wurde und offiziell nie wieder flog.
Tadashi starb 1980 im Alter von 81 Jahren. Informationen zu ihrem Leben und ihren Leistungen finden sich im Ehime ninbutsu hakubutsukan (愛媛人物博物館, etwa: Museum der Persönlichkeiten aus Ehime).